# François-Xavier Liagre
François-Xavier Liagre est un conteur, karatéka, écrivain, auteur-compositeur-interprète québécois d'origine française, né en 1962 à Saint-Alban, dans la région de Bretagne en France. Il a immigré au Québec en 2001 et vit depuis à Montréal.

## Biographie
François-Xavier Liagre est né en Bretagne. Adulte, il s’est découvert une passion pour l'informatique, métier qu’il exerce toujours au Québec. Il pratique le karaté. Il est auteur de romans noir, policier et fantastique.
C'est à Montréal, à l'occasion des journées de la culture 2002 qu'il se passionne pour le conte. Il fréquente un certain nombre de lieux de diffusion du conte à Montréal et au Québec, d'abord en tant que conteur, puis en tant que diffuseur de contes avec ses collègues des Productions Cormoran. Cet organisme, composés des trois voix originales et différentes d’Éric Gauthier, Julie Turconi et François-Xavier Liagre, est spécialisé dans la diffusion des arts de la parole, et plus particulièrement du conte. Son credo est de sortir la parole conteuse du centre-ville culturel pour l'amener dans les quartiers.
Son répertoire est double, mêlant histoires de son crû, le plus souvent urbaines et noires, et son interprétation de contes de sa région natale, la Bretagne, le plus souvent issues des collectages d'Anatole Le Braz.
Il est également auteur de nouvelles, sa production allant du fantastique au policier en passant par le noir, avec même quelques détours par l'érotique. Il a reçu quelques prix, dont le prix Solaris 2004 pour sa nouvelle Trois essais pour l'éternité.
Depuis 2006, plus d'une centaine de compositions sont en travail. Elles décrivent souvent un monde étrange, surprenant, où les apparences sont rarement ce qu'elles semblent. Le nom provisoire de l'album qu'elles pourraient constituer est 5269. En 2007, le Festival International de la Chanson de Granby le retient pour ses auditions. En 2008, le concours "Des chansons plein La Tuque 2008" le retient en demi-finales. Il se gagnera à cette occasion une place de finaliste. Premiers concerts également en 2008 (Bistro Double Dose, L"escalier, Volver café…) avec un spectacle titré "Mauvaise paire". Depuis, FX Liagre est devenu membre du Regroupement des musiciens du métro de Montréal (RMMM ou MusiMétroMontréal) et a été sélectionné dans les programmes "Les étoiles du métro" 2012 puis 2013. À ce titre, il a participé à de nombreuses prestations (Shows Station Campus 1, 2 &3, Festival OUMF 2011, Festival Juste pour rire 2012, etc.)
En 2011, il monte un spectacle de contes avec Julie Turconi dans le cadre du festival littéraire international Metropolis bleu.

## Musicographie
Concours de chanson:
- Des chansons plein La Tuque 2008 - Finaliste catégorie Auteur-Compositeur-Interprète
- En scène - Drummondville 2009 - Finaliste catégories Auteur-Compositeur-Interprète & parolier
- Des chansons plein La Tuque 2009 - ½ Finaliste catégorie Auteur-Compositeur-Interprète
- Sors de l'ombre - Thetford-Mines 2009 - ½ Finaliste catégorie Auteur-Compositeur-Interprète
- Sors de l'ombre - Thetford-Mines 2010 - ½ Finaliste catégorie Auteur-Compositeur-Interprète
- Expo-relève - Saint-Constant 2011 - ½ Finaliste catégorie Auteur-Compositeur-Interprète
- Trois-Pistoles en chansons 2011 - ½ Finaliste catégorie Auteur-Compositeur-Interprète
- Trois-Pistoles en chansons 2012 - ½ Finaliste catégorie Duo avec Alexandre Liagre
- Trois-Pistoles en chansons 2014 - Vainqueur catégorie Auteur-Compositeur-Interprète
- Ma Première Place des Arts 2015, - ¼ Finaliste catégorie Auteur-compositeur-interprète
- Ma Première Place des Arts 2016, - ¼ Finaliste catégorie Auteur-compositeur-interprète
- Ma Première Place des Arts 2019, - ¼ Finaliste catégorie Auteur-compositeur-interprète
- Festival de la chanson de Saint-Ambroise 2019, - ½ Finaliste catégorie Auteur-compositeur-interprète
- Ma Première Place des Arts 2020, - ¼ Finaliste catégorie groupe (Formation "Pourquoi pas deux ?" avec Marquise Desmarais)

François-Xavier Liagre est membre depuis 2010 du Regroupement des Musiciens du métro de Montréal. Au sein de cette association, il a participé aux spectacles "Station Campus" (mars 2011), "Station Métro" dans le cadre du festival OUMF (septembre 2011) ainsi qu'au BuskerFest qui se tenait sur la rue St Denis de Montréal pendant le festival.
Il a été sélectionné dans le programme STM - MusiMétroMontréal "Étoiles du Métro" pour ses éditions 2012 à 2017, et joue aux emplacements dédiés à ce programme ans le métro de Montréal (McGill, Place des Arts, Berri-UQUAM, Jean-Talon et Villa-Maria) où il interprète, plusieurs fois par semaine, reprises et compositions, notamment celles qui figurent sur son album "Des mots"

### Livres
- À deux (Recueil de nouvelles érotiques en collaboration avec Julie Turconi, Quebecor, 2006)
- Tu es Julie (Marchand de feuilles - 2008)
- Histoires chaudes pour nuits froides (Recueil de nouvelles érotiques en collaboration avec Julie Turconi, Quebecor, 2009)
- Rue des petits péchés (Roman - Amazon - 2016)

### Nouvelles et contes
- Tennis de table, Bastet #1 - 2003
- Lajja, Mœbius #97, Alibis #9 - 2003
- Ça ira mieux demain, Moœbius QV 2003
- Lit de mer, Chemins de traverse 10/2003
- Un gage, 3e Prix de la nouvelle de la Rivière Ouelle 2004 -
- Trois essais pour l’éternité, Prix Solaris 2004
- Claire Obscure, Alibis #12
- C’est trop bête, Mœbius QV 2004
- Prière de faire suivre, finaliste prix Alibis 2005
- La randonnée, Brèves Littéraires #71
- Les pieds gelés, Mœbius QV 2005
- L'effaceur, Solaris #158
- Épiphanie, Brèves Littéraires #77
- À deux, Recueil - Quebecor - 2006, coécrit avec Julie Turconi
- Tu es Julie, Recueil - Marchand de feuilles - 2008
- Histoires chaudes pour nuits froides, Recueil - Quebecor - 2009, comprenant :
  - Magritte
  - Sensualité matinale
  - Plaisir de Noël solitaire
  - Les surprises

## Contes

### En solo
Tro Breizh
Un voyage au pays des pardons,
Entre mer et ajoncs, terre et brisants,
Sur les traces des saints bretons.
La Bretagne, terre natale du conteur, est une terre de légendes. Légendes de la mer, légendes de la mort et de son artisan, « l'Ankou ». Ce spectacle mêlant contes et gwerziou (complaintes bretonnes), a été conçu en s'abreuvant aux sources qui - comme Anatole Le Braz - ont donné une forme écrite à cette tradition purement orale. 	 
Être ou ne pas être… humain
De l’âge de l’enfance à celui des premières passions, ces récits dessinent les contours d’une vie. Et cette vie passe du bleu ciel au rouge sang, de la solitude au couple, de l’humain à… Cependant, le but poursuive reste simple. Il se résume à une question : Comment peut-on tuer Julie ? 	
Durée : environ 1h30 pour chaque spectacle

### Genèse des duos
FX Liagre et Julie Turconi, deux conteurs qui, sur scène comme dans la vie, ont décidé d'unir leurs voix et leurs imaginaires pour explorer ensemble un monde de rêve et de fantasmes, émouvant et sensuel, drôle et tragique, au travers d'histoires venues des quatre coins du vaste univers : tradition, urbanité, sensualité, humour, noirceur, psychose… les genres se mêlent avec bonheur. Les deux conteurs vous offriront une soirée imprévisible, déconcertante, piquante et pour le moins surprenante !
Spectacles: 
- - Contes sensuels et érotiques : "Histoires chaudes pour nuits froides" et "Contes du divan - contes érotiques et confidences sur canapé"
  - Contes inclassables : "Souvenirs, souvenirs"
  - Contes de voyage : "Le tour du monde en 80 minutes", "Contes d'errance" et "Contes du pays à l'envers" (Australie)

### Spectacles de contes (historique)
- 2003 : 
  - Fréquentes participations aux micros-libres des Mardis Gras de l'Intrus
  - avril : Invité soirée de lancement du Festival « de Bouches à Oreilles »
  - septembre : Sergent Recruteur, Montréal, collectif de conteurs de la relève
- 2004 :
  - janvier : Invité dans un trio aux Mardis-gras, Montréal
  - avril : Petit Théâtre du Vieux Ste-Martine (organisé par les productions Passementerie)
  - octobre et novembre, Festival des Contes et Légendes, Mauricie. Trio (avec Eric Gauthier et François Lavallée) et participation au marathon de contes de la soirée de clôture
- 2005 :
  - février : Trois-Rivières, solo au centre Pauline Julien
  - avril : Soirée « guinguette » de l’ARRP à Montréal
  - avril : Sergent Recruteur, Montréal, en duo avec Julie Turconi
  - avril : LUBU, librairie-café, Montréal, en duo avec Julie Turconi, spectacle doublé en langue des signes
  - septembre : Les Contes du divan avec les Productions Cormoran, l’Hémisphère Gauche, Montréal
  - novembre : « Foin Fou » à Champlain et à Shawinigan, en duo avec Julie Turconi
  - novembre : Université de Montréal « On règle nos contes » avec les Productions Cormoran
  - décembre : soirées des Productions Cormoran « Mon pays, c’est l’hiver » et « La fin d’un monde »
- 2006 :
  - janvier : Soirée cabaret Entre le Rouge et le Noir, Au Petit Medley, Montréal
  - février : Les Crus d'Zoé, soirée cabaret à La Petite Marche, Montréal
  - février : CRAPO St Jean de Matha « Amour, amor » duo avec Julie Turconi
  - mars : Salle Littorale, Sherbrooke « Souvenirs, souvenirs… » duo avec Julie Turconi
  - mars : Dans le cadre des Francoquartiers 2006 et de la Journée Mondiale du Conte, avec les Cormorans : "On règle nos contes !" Au Café Lézard, Montréal
  - mars : « Délices de lire, délires de dire », au Pharaon Lounge à Montréal : contes, lectures et poésie.
  - avril : Soirée privée au Rendez-Vous du Thé, Montréal
  - mai : Contes Galerie Espace - exposition « Les Parchemins Noirs » Caroline des Silènes, Montréal
  - juin : Invité au 1er festival de contes et légendes de Saint proper de Beauce
  - juin : Collectif Productions Cormoran au Rendez-Vous du Thé, le 13 juin 2006 : « Le tour du monde en 80 min »
- 2007 :
  - février : Resto-bistro Le Trécarré de Saint-Placide, soirée à saveur érotique,
  - février : Archibar de Sainte-Agathe-des-Monts, duo « Souvenirs, souvenirs » (avec Julie Turconi)
  - mars : Comité Culturel de la Ville de Sainte-Thérèse, duo « Souvenirs, souvenirs » avec Julie Turconi
  - mars : Francoquartier 2007 - Montréal/Rosemont "Le tour du monde en 80 minutes, trio des Productions Cormoran
  - mars : "Nuit Blanche" - festival Montreal en Lumière, pièces à saveur érotique avec Julie Turconi
  - Avril : Sergent Recruteur, Montréal : "Contes à rebours", duo avec Julie Turconi
  - Avril : Université de Montréal, Trio des Productions Cormoran
  - mai :  Le Trécarré, Saint Placide "Le tour du monde en 80 minutes" avec Julie Turconi
  - mai : PUBlic House, Dunham, "Histoires chaudes pour nuits froides" avec Julie Turconi
  - mai : Oka, "Histoires de peur", Commission scolaire de Laval
  - juin : Semaine Nationale de la Fonction Publique : "Le tour du monde en 60 min" avec Julie Turconi et Julien Fréchette (didgeridoo)

## Prix littéraires
- 2004 : Prix Solaris (pour Trois essais pour l'éternité)
- 2004 : 3e accessit concours "Arts et Lettres de France" pour Lit de mer
- 2004: 3e prix au concours de nouvelles policières de la Rivière Ouelle de St Pacôme pour Un gage
- 2005: Finaliste Prix Alibis pour Prière de faire suivre

## Karaté et autres pratiques martiales
Traînant son karategi sur les parquets et shiaï depuis près de trente ans, Liagre pratique le karaté de style Shitō-ryū. Il a pratiqué avec les sensei Jo Wyckaert (6e dan), Tsukada Ryozo (7e dan), Tokitsu Kenji (7e dan) en France. Son 1er dan lui a été conféré par Kusano Kenji sensei, 8e dan, Soke de l'école Kenshikan. Plus récemment au Canada, il a travaillé avec André Pronovost (6e dan), Sam Moledski (7e dan) et participé à des séminaires donnés par leur sensei, Murayama Kunio (8e dan).
S'étant remis à la compétition une fois immigré au Canada, il a ramassé des souvenirs dans quelques compétitions, comme le Championnat National Canadien (catégorie Masters kata, Champion 2003, vice-champion 2004 et 2005), la coupe Shito Ryu Québec 2005 (1er Kata et combat catégorie senior) ou les Outgames 2006 (1er en Kata catégorie senior). Il voit surtout dans la compétition une excellente motivation pour travailler sa technique, une occasion de voyager à travers le Québec et le Canada, et la chance de faire d'intéressantes rencontres.
Depuis 2010, il pratique également le Wing Chun, un art martial chinois interne, sous la direction de Sifu Michel Boulet.
Il a commencé à pratiquer le Zhi Neng Qi Gong en 2009, et à la suite d'une formation de 18 mois, s'est vu certifié en décembre 2011 Lao shi (instructeur) premier niveau dans cette discipline énergétique.